# Goršič
Goršič je priimek v Sloveniji, ki ga je po podatkih Statističnega urada Republike Slovenije na dan 1. januarja 2012 uporabljalo 236 oseb in je med vsemi priimki po pogostosti uporabe uvrščen na 1.755. mesto.

## Znani nosilci priimka
- Andrej Goršič, plavalec
- Franc Goršič (1836—1898), izdelovalec orgel
- France Goršič (1877—1967), pravnik
- Janez Goršič, pevec in bobnar  (drug= hamonikar?)
- Lidija Goršič, knjigarka
- Marija Goršič (1912—1976), igralka
- Martin Goršič (1811—1881), sodar, mehanik, orglar, organist
- Milko Goršič (1911—1985), politik
- Niko Goršič (*1943), igralec, publicist, gledališki režiser (ps. Nick Upper)
- Nina Goršič, arhitektka, konservatorka? kulturne dediščine
- Roman Goršič, igralec